# Strike Back: Project Dawn
Strike Back: Project Dawn es una serie de televisión británica-americana estrenada el 12 de agosto de 2011 por medio de Sky y Cinemax. El programa es la segunda temporada de la serie Strike Back (series) estrenada en el 2010.
Es la segunda temporada de la serie Strike Back.
La serie se centró en Damien Scott, un ex-operativo de las fuerzas especiales de los Estados Unidos que se une a la sección 20 y junto a su nuevo compañero el sargento Michael Stonebridge intentan detener a una organización de terroristas que han secuestrado a y asesinado a su antiguo compañero, el oficial John Porter.
Cinemax confirmó que la serie tendrá una nueva temporada de 10 partes titulada Strike Back: Vengeance la cual se estrenó el 17 de agosto de 2012 en Estados Unidos y el 2 de septiembre del mismo año en el Reino Unido por Sky 1. En octubre del 2012 se anunció que la serie sería renovada para otra temporada la cual se estrenaría en el 2013.

## Historia
La serie sigue las acciones de la Sección 20, una rama secreta del Servicio Secreto de Inteligencia Británico "MI6", que trabaja para detener a un terrorista pakistaní llamado, Latif quien ha puesto en marcha un plan al que llama "Project Dawn" y que ha secuestrado y asesinado al oficial John Porter.

## Episodios
| N.º en serie | N.º en temp. | Título       | Dirigido por    | Escrito por     | Fecha de emisión (EE. UU.) | Fecha de emisión (Reino Unido) |
| ------------ | ------------ | ------------ | --------------- | --------------- | -------------------------- | ------------------------------ |
| 7            | 1            | «Episode 1»  | Daniel Percival | Frank Spotnitz  | 12 de agosto de 2011       | 21 de agosto de 2011           |
| 8            | 2            | «Episode 2»  | Daniel Percival | Frank Spotnitz  | 19 de agosto de 2011       | 28 de agosto de 2011           |
| 9            | 3            | «Episode 3»  | Bill Eagles     | Frank Spotnitz  | 26 de agosto de 2011       | 4 de septiembre de 2011        |
| 10           | 4            | «Episode 4»  | Bill Eagles     | Frank Spotnitz  | 9 de septiembre de 2011    | 11 de septiembre de 2011       |
| 11           | 5            | «Episode 5»  | Alex Holmes     | Richard Zajdlic | 16 de septiembre de 2011   | 18 de septiembre de 2011       |
| 12           | 6            | «Episode 6»  | Alex Holmes     | Richard Zajdlic | 23 de septiembre de 2011   | 25 de septiembre de 2011       |
| 13           | 7            | «Episode 7»  | Paul Wilmshurst | Simon Burke     | 30 de septiembre de 2011   | 2 de octubre de 2011           |
| 14           | 8            | «Episode 8»  | Paul Wilmshurst | Simon Burke     | 7 de octubre de 2011       | 9 de octubre de 2011           |
| 15           | 9            | «Episode 9»  | Daniel Percival | Tony Saint      | 14 de octubre de 2011      | 16 de octubre de 2011          |
| 16           | 10           | «Episode 10» | Daniel Percival | Tony Saint      | 21 de octubre de 2011      | 23 de octubre de 2011          |

## Personajes
| Actor              | Personaje           | Ocupación                                    | N.º de episodios | Duración |
| ------------------ | ------------------- | -------------------------------------------- | ---------------- | -------- |
| Sullivan Stapleton | Damien Scott        | Sargento de la Sección 20 & ex-Oficial Delta | 10               | 2011     |
| Philip Winchester  | Michael Stonebridge | Sargento de la Sección 20                    | 10               | 2011     |
| Michelle Lukes     | Julia Richmond      | Sargento de la Sección 20                    | 10               | 2011     |
| Rashan Stone       | Oliver Sinclair     | Comandante de la Sección 20                  | 10               | 2011     |

### Personajes recurrentes
| Actor                    | Personaje            | Ocupación                                      | Episodios | Duración |
| ------------------------ | -------------------- | ---------------------------------------------- | --------- | -------- |
| Alexandra Moen           | Kerry Stonebridge    | Esposa de Michael                              | 4         | 2011     |
| Adewale Akinnuoye-Agbaje | Tahir                | Criminal                                       | 2         | 2011     |
| Annabelle Wallis         | Dana Van Rijn        | Asesora Económica de la Universidad Erasmus    | 2         | 2011     |
| Laura Haddock            | Claire Somersby      | Doctora                                        | 2         | 2011     |
| Rachel Shelley           | Maggie Montroe       | Periodista de Guerra                           | 2         | 2011     |
| Gillian Hanna            | Joanna Heath         | Funcionaria Pública                            | 2         | 2011     |
| Natalia Avelon           | Marianna Schekter    | Teniente de las Fuerzas Armadas de Austria     | 2         | 2011     |
| Matthew Leitch           | Kennedy              | Sargento del Ejército de los EE. UU.           | 2         | 2011     |
| Attilla C. Árpa          | Mayor General László | Miembro del Centro de Contraterrorismo Húngaro | 2         | 2011     |
| Obi Abili                | Bakri Hassan         | Doctor                                         | 1         | 2011     |

### Antiguos personajes
| Actor            | Personaje             | Ocupación                                  | Episodios | Duración | Estado | Causa                                          |
| ---------------- | --------------------- | ------------------------------------------ | --------- | -------- | ------ | ---------------------------------------------- |
| Amanda Mealing   | Eleanor Grant         | Coronel de la Sección 20                   | 10        | 2011     | Muerta | suicidio                                       |
| Jimi Mistry      | Jamal "Latif" Ashkani | Terrorista Iraquí                          | 4         | 2011     | Muerto | asesinado por Latif                            |
| Adrian Rawlis    | John Allen            | Agente del MI6 & Espía/Doble Agente        | 2         | 2011     | Muerto | asesinado por Latif                            |
| Mel Raido        | Hassani               | Traficante de Humanos & Órganos            | 2         | 2011     | Muerto | asesinado por Latif                            |
| Iain Glen        | Gerald Crawford       | Distribuidor de Armas & exmilitar          | 2         | 2011     | Muerto | murió después de recibir un disparo            |
| Liam Cunningham  | Daniel Connelly       | IRA Terrorista                             | 2         | 2011     | Muerto | asesinado por Grant                            |
| Eva Birthistle   | Kate Marshall         | Capitán de la Sección 20                   | 6         | 2011     | Muerta | murió en una explosión ocasionada por Connelly |
| Richard Armitage | John Porter           | Sargento de la Sección 20 & ex-Oficial SAS | 2         | 2011     | Muerto | asesinado por Latif Ashkani                    |
| David Butler     | Kenneth Bratton       | Ejecutivo del "ATAT Systems"               | 1         | 2011     | Muerto | asesinado por Connelly                         |

## Producción
Antes de que "Strike Back: Project Dawn" fuera anunciada el equipo de producción ya estaba buscando lugares al Sur de África donde se filmó la primera serie. También investigaron algunos lugares en Estados Unidos, Sudamérica y Europa.
Las filmaciones para la nueva temporada comenzaron en Sudáfrica, Hungría y el Reino Unido en febrero del 2011.